# Asilus regius
Asilus regius är en tvåvingeart som först beskrevs av Jaennicke 1867.  Asilus regius ingår i släktet Asilus och familjen rovflugor. Inga underarter finns listade i Catalogue of Life.